# Хърст (остров)
Хърст (на английски: Hearst Island) е остров в западна част на море Уедъл, попадащо в акваторията на Атлантическия сектор на Южния океан. Разположен е на 7 km източно от Антарктическия полуостров (Бряг Уилкинс на Земя Палмър), като е „циментиран“ в пределите на шелфовия ледник Ларсен. Дължина от север на юг 67 km, ширина 13 km, максимална височина 365 m..
Открит е на 20 декември 1928 г. по време на разузнавателен полет на американския антарктически изследовател Джордж Хуберт Уилкинс, който го наименува Земя Хърст в чест на Уилям Рандолф Хърст (1863 – 1951), американски медиен магнат, спонсор на експедицията. През 1940 г. на базата на извършени полеви изследвания и направените аерофотоснимки се доказва, че Земя Хърст представлява остров, отделен от континента чрез протока Стефансън и названието Земя Хърст се запазва за открития остров.